# Otto (V.) (Brandenburg)
Der Askanier Otto (V.) von Brandenburg (* um 1246; † 1298), genannt „der Lange“, war ein Sohn Ottos III. und nach dem frühen Tod des älteren Bruders Johann III., Kopf der Ottonischen Linie Brandenburgs. Er war einer der sechs hauptsächlichen Mitregenten der Mark Brandenburg ab 1267.

## Leben
Otto lebte viele Jahre am Hofe seines Onkels, dem Přemysliden Ottokar II. in Prag.
Ottokar bestimmte ihn am Vorabend des ausbrechenden Krieges gegen den römisch-deutschen König Rudolf I., zum Vormund seines Sohnes, des Kronprinzen Wenzel II. Als Ottokar am 26. August 1278 auf dem Schlachtfeld starb, war dieser Sohn erst sieben Jahre alt. Otto der Lange regierte nun als Vormund Wenzels fünf Jahre als Reichsverweser in Böhmen. Er hielt den Thronfolger unter strenger Kontrolle und brachte ihn wegen Konflikten mit der Königswitwe Kunigunde von Halitsch und Teilen des böhmischen Hochadels, besonders aber des Bischofs Tobias von Prag, außer Landes nach Brandenburg, wo er ihn unter Kontrolle hatte. Bevor er Wenzel schließlich an die Regierung ließ, zwang er den jungen König, ihm seine Ansprüche auf die Oberlausitz abzutreten.
Weihnachten 1294 starb mit Herzog Mestwin II. das regierende Fürstengeschlecht in Pommerellen im Mannesstamme aus. Brandenburg besaß ein kaiserliches Privileg auf die Sukzession in Pommern, das  im Dezember 1231 von Kaiser Friedrich II.   in Ravenna bestätigt und am 8. Januar 1295 in der freien Reichsstadt Mühlhausen vom römisch-deutschen König Adolf von Nassau erneuert worden war.  Der verstorbene Herzog hatte in der Vergangenheit zweimal den Brandenburgern gehuldigt und ihnen den Lehnseid geleistet, hatte sich dann aber den Piasten der großpolnischen Linie zugewandt. Diese  Konfrontation gegenüber den vom Reich legitimierten Lehnsherren führte nach dem Tod des Herzogs zu einem Interessenkonflikt und einem langwierigen Erbfolgekrieg mit dem Herzogtum Großpolen unter Herzog Przemysł II. Otto V., der – trotz wiederholter Rivalitäten mit der älteren brandenburgischen Markgrafen Linie seiner Vettern – gemeinsam mit diesen die Ansprüche der Mark zu wahren suchte, stand in Kontakt zur polnischen Adelsopposition, mit deren Hilfe der im Sommer 1295 zum König gekrönte Przemysł II. entführt und nach Brandenburg verschleppt werden sollte. Anfang Februar 1296 scheiterte die Entführung in den frühen Morgenstunden. Der König wurde anlässlich dessen bei einem ausbrechenden Kampf schwer verletzt und erlag beim Versuch, ihn in die brandenburgische Neumark zu schaffen, seinen Verletzungen.

## Familie
Ottos erste Frau war Katharina, eine Tochter des Herzogs Przemysł I. von Großpolen. Seine zweite Frau war Judith von Henneberg-Coburg, die Tochter des Grafen Hermann I. von Henneberg. Ihre umfangreiche Mitgift, die „Neue Herrschaft“ der Grafschaft Henneberg, ließ er von einem Administrator, dem Grafen Wolfgang von Barby, verwalten, woraus die Pflege Coburg entstand. Dieser Ehe entstammte sein Sohn und Nachfolger Hermann „der Lange“ (* um 1275; † 1. Februar 1308 bei Lübz), der sich 1295 mit Anna von Habsburg (1280–1327) vermählte, Tochter des späteren römisch-deutschen Königs Albrecht I. Zwei ältere Söhne sind noch vor dem Vater verstorben. Seine Tochter Beatrix († 1316) heiratete 1286 Bolko I. (Schweidnitz), seine Tochter Jutta (Brigitte) († 9. Mai 1328 in Wittenberg) 1298 Rudolf I. (Sachsen-Wittenberg).
| Ahnentafel Markgraf Otto V. von Brandenburg | Ahnentafel Markgraf Otto V. von Brandenburg | Ahnentafel Markgraf Otto V. von Brandenburg | Ahnentafel Markgraf Otto V. von Brandenburg | Ahnentafel Markgraf Otto V. von Brandenburg | Ahnentafel Markgraf Otto V. von Brandenburg | Ahnentafel Markgraf Otto V. von Brandenburg | Ahnentafel Markgraf Otto V. von Brandenburg | Ahnentafel Markgraf Otto V. von Brandenburg | Ahnentafel Markgraf Otto V. von Brandenburg | Ahnentafel Markgraf Otto V. von Brandenburg | Ahnentafel Markgraf Otto V. von Brandenburg | Ahnentafel Markgraf Otto V. von Brandenburg | Ahnentafel Markgraf Otto V. von Brandenburg | Ahnentafel Markgraf Otto V. von Brandenburg | Ahnentafel Markgraf Otto V. von Brandenburg |
| ------------------------------------------- | ------------------------------------------- | ------------------------------------------- | ------------------------------------------- | ------------------------------------------- | ------------------------------------------- | ------------------------------------------- | ------------------------------------------- | ------------------------------------------- | ------------------------------------------- | ------------------------------------------- | ------------------------------------------- | ------------------------------------------- | ------------------------------------------- | ------------------------------------------- | ------------------------------------------- |
| Ururgroßeltern                              | Albrecht der Bär von Ballenstedt            | Sophie von Winzenburg                       |                                             | Dedo III. von der Lausitz                   | Mechthild von Heinsberg                     | Mieszko III. von Großpolen                  | Elisabeth von Ungarn                        | Vladislav II. von Böhmen                    | Judith von Thüringen                        | Béla III. von Ungarn                        | Agnes von Antiochia                         | Friedrich I. von Staufen                    | Beatrix von Burgund                         | Isaak II. von Byzanz                        | Irene                                       |
| Urgroßeltern                                | Otto I. von Brandenburg                     | Otto I. von Brandenburg                     | Adelheid                                    | Konrad II. von der Lausitz                  | Konrad II. von der Lausitz                  | Elisabeth von Großpolen                     | Elisabeth von Großpolen                     | Ottokar I. von Böhmen                       | Ottokar I. von Böhmen                       | Konstanze von Ungarn                        | Konstanze von Ungarn                        | Philip von Staufen                          | Philip von Staufen                          | Irene von Byzanz                            | Irene von Byzanz                            |
| Großeltern                                  | Albrecht II. von Brandenburg                | Albrecht II. von Brandenburg                | Albrecht II. von Brandenburg                | Mathilde von der Lausitz                    | Mathilde von der Lausitz                    | Mathilde von der Lausitz                    | Mathilde von der Lausitz                    | Wenzel I. von Böhmen                        | Wenzel I. von Böhmen                        | Wenzel I. von Böhmen                        | Wenzel I. von Böhmen                        | Kunigunde von Staufen                       | Kunigunde von Staufen                       | Kunigunde von Staufen                       | Kunigunde von Staufen                       |
| Eltern                                      | Otto III. von Brandenburg (1215–1267)       | Otto III. von Brandenburg (1215–1267)       | Otto III. von Brandenburg (1215–1267)       | Otto III. von Brandenburg (1215–1267)       | Otto III. von Brandenburg (1215–1267)       | Otto III. von Brandenburg (1215–1267)       | Otto III. von Brandenburg (1215–1267)       | Beatrix von Böhmen                          | Beatrix von Böhmen                          | Beatrix von Böhmen                          | Beatrix von Böhmen                          | Beatrix von Böhmen                          | Beatrix von Böhmen                          | Beatrix von Böhmen                          | Beatrix von Böhmen                          |
|                                             | Otto V. von Brandenburg (1246–1298)         |                                             |                                             |                                             |                                             |                                             |                                             |                                             |                                             |                                             |                                             |                                             |                                             |                                             |                                             |